# أشلي هارتوغ
أشلي هارتوغ (بالإنجليزية: Ashley Hartog)‏ (1 سبتمبر 1982 بكيب تاون في جنوب أفريقيا - ) هو لاعب كرة قدم جنوب أفريقي في مركز الهجوم. لعب مع سوبر سبورت يونايتد ونادي سينت ترويدن وماريتزبرغ يونايتد ‏ وF.C. Cape Town ‏ ووسترن بروفنس يونايتد ‏.

## روابط خارجية
- أشلي هارتوغ على موقع قاعدة بيانات كرة القدم.إي يو (الإنجليزية)